# 烏克蘭希臘禮天主教切爾諾夫策教區
烏克蘭希臘禮天主教切爾諾夫策教區（拉丁語：Eparchia Chernivcensis）是烏克蘭一個東儀天主教教區（烏克蘭希臘禮），屬伊萬諾-弗蘭科夫斯克總教區。
教區成立於2017年9月12日，範圍包括烏克蘭切爾諾夫策州。座堂位於切爾諾夫策。現任教區主教為約瑟法·莫希奇。